# توجيه الاختيار
توجيه الاختيار يشير المصطلح إلى مشكلة وضع نظام دعم للقرار قادر على طرح توصيات للمستخدم، وبالتالي مساعدته في اتخاذ القرار. ومن الضروري لمثل هذا النظام أن يصمم نموذجًا لتفضيلات المستخدم يتسم بالدقة، وأن يعثر على التفضيلات الخفية ويتجنب التكرار. ويتم دراسة هذه المشكلة في بعض الأحيان بوصفها مشكلة تتعلق بنظرية التعلم الحوسبية. كما يوجد نهج آخر لصياغة هذه المشكلة ويعرف بـ POMDP وهو اختصار يشير إلى عملية ماركوف لاتخاذ القرار التي يمكن ملاحظتها جزئيًا. وتعتمد صياغة هذه المشكلة أيضًا على سياق المجال الذي يتم دراسته من خلالها.

## نظرة عامة
مع الانفجار المعلوماتي الهائل على شبكة الإنترنت، برزت فرص جديدة لإيجاد البيانات الإلكترونية واستخدامها، حيث دفعت هذه التغيرات مهمة إظهار المعلومات المفيدة إلى صدارة الاهتمام. ومن ثم، ابتكر الباحثون فضلاً عن شركات التسويق عبر الإنترنت خوارزميات ونماذج أولية للأنظمة التي يمكنها تقديم المساعدة للمستخدم حتى يصبح قادرًا على التنقل عبر مساحة كبيرة ومعقدة من المعلومات، باستخدام بعض المعلومات التي يقدمها المستخدم في شكل إجابات عن بعض الاستفسارات أو تقييمات لبعض البنود وغيرها اعتمادًا على نطاق فضاء المعلومات.

## وصلات خارجية
- Special Issue on Preferences. AI Magazine Vol 29, No 4: Winter 2008